# Myotis formosus
Myotis formosus  (Hodgson, 1835) è un pipistrello della famiglia dei Vespertilionidi diffuso nell'Asia meridionale e sud-orientale.

## Descrizione

### Dimensioni
Pipistrello di piccole dimensioni, con la lunghezza della testa e del corpo tra 50,5 e 51 mm, la lunghezza dell'avambraccio tra 45,5 e 53 mm, la lunghezza della coda tra 36 e 48 mm, la lunghezza del piede tra 10,2 e 11,6 mm, la lunghezza delle orecchie tra 12,8 e 19 mm e un peso fino a 13,4 g.

### Aspetto
La pelliccia è densa e lanosa. Le parti dorsali sono bruno-giallastre chiare, mentre le parti ventrali sono giallastre. La base dei peli è ovunque grigio-biancastra. Il muso è corto e appuntito. Le orecchie sono relativamente corte, strette e con un incavo sul bordo posteriore appena sotto l'estremità appuntita. Il trago è lungo, affusolato e con il margine anteriore dritto. Le membrane alari sono arancioni, con le membrane tra le dita nere e attaccate posteriormente alla base dell'alluce. I piedi sono piccoli e brunastri. La punta della lunga coda si estende leggermente oltre l'ampio uropatagio, il quale è arancione. Il calcar è sottile e privo di carenatura. Il cariotipo è 2n=44 FNa=50.

### Ecolocazione
Emette ultrasuoni a basso ciclo di lavoro, sotto forma di impulsi di breve durata a banda larga e frequenza modulata tra 41 e 46,2 kHz.

## Biologia

### Comportamento

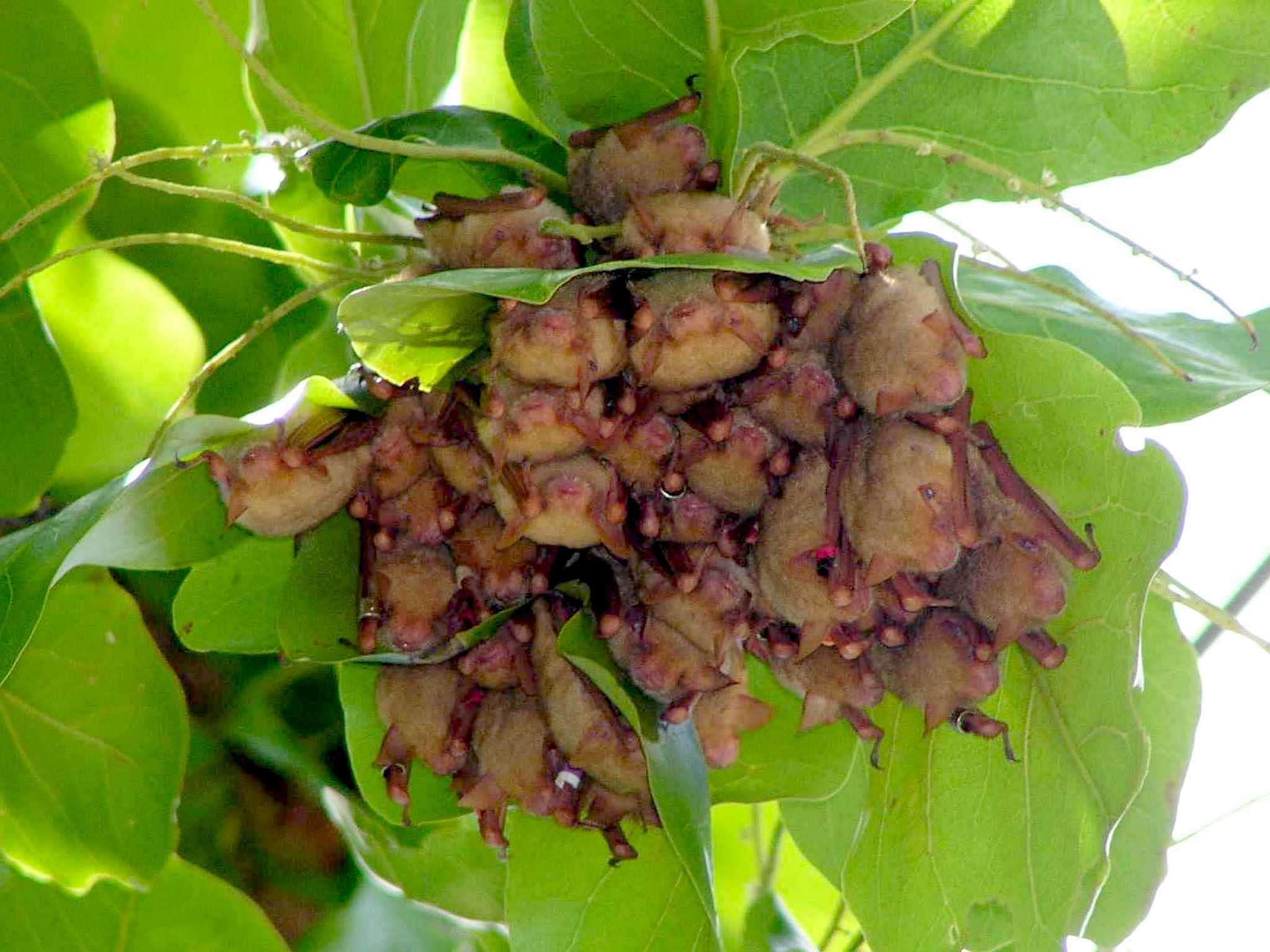
Colonia di M.formosus

Si rifugia tra il denso fogliame, dove si mimetizza grazie alla caratteristica colorazione del corpo oppure all'interno di grotte dove forma gruppi fino a 40-50 individui. Si può trovare anche tra gli arbusti e negli edifici. Entra in ibernazione all'interno di grotte durante l'inverno.

### Alimentazione
Si nutre di insetti.

## Distribuzione e habitat
Questa specie è diffusa nel Subcontinente indiano, dall'Afghanistan centro-orientale, attraverso le pendici dell'Himalaya fino alla Cina meridionale, Taiwan e al Vietnam settentrionale.
Vive nelle foreste primarie di pianura e montane e in ambienti secondari fino a 3.000 metri di altitudine.

## Tassonomia
Sono state riconosciute 4 sottospecie:
- M.f.formosus: Pakistan nord-orientale[6] Afghanistan centro-orientale, Nepal, Bhutan, stati indiani dell'Assam, Bihar, Himachal Pradesh, Jammu e Kashmir, Jharkhand, Maharashtra, Meghalaya, Mizoram, Punjab, Sikkim, Uttarakhand, West Bengal; Bangladesh settentrionale; estrema parte sud-orientale della provincia cinese dello Xizang; Vietnam settentrionale;
- M.f.flavus (Shamel, 1944): Provincia cinese del Jiangxi e isola di Taiwan.

## Conservazione
La IUCN Red List, considerato il vasto areale, la popolazione presumibilmente numerosa e la tolleranza alle modifiche ambientali, classifica M.formosus come specie a rischio minimo (Least Concern)).